# Decornazione del bestiame

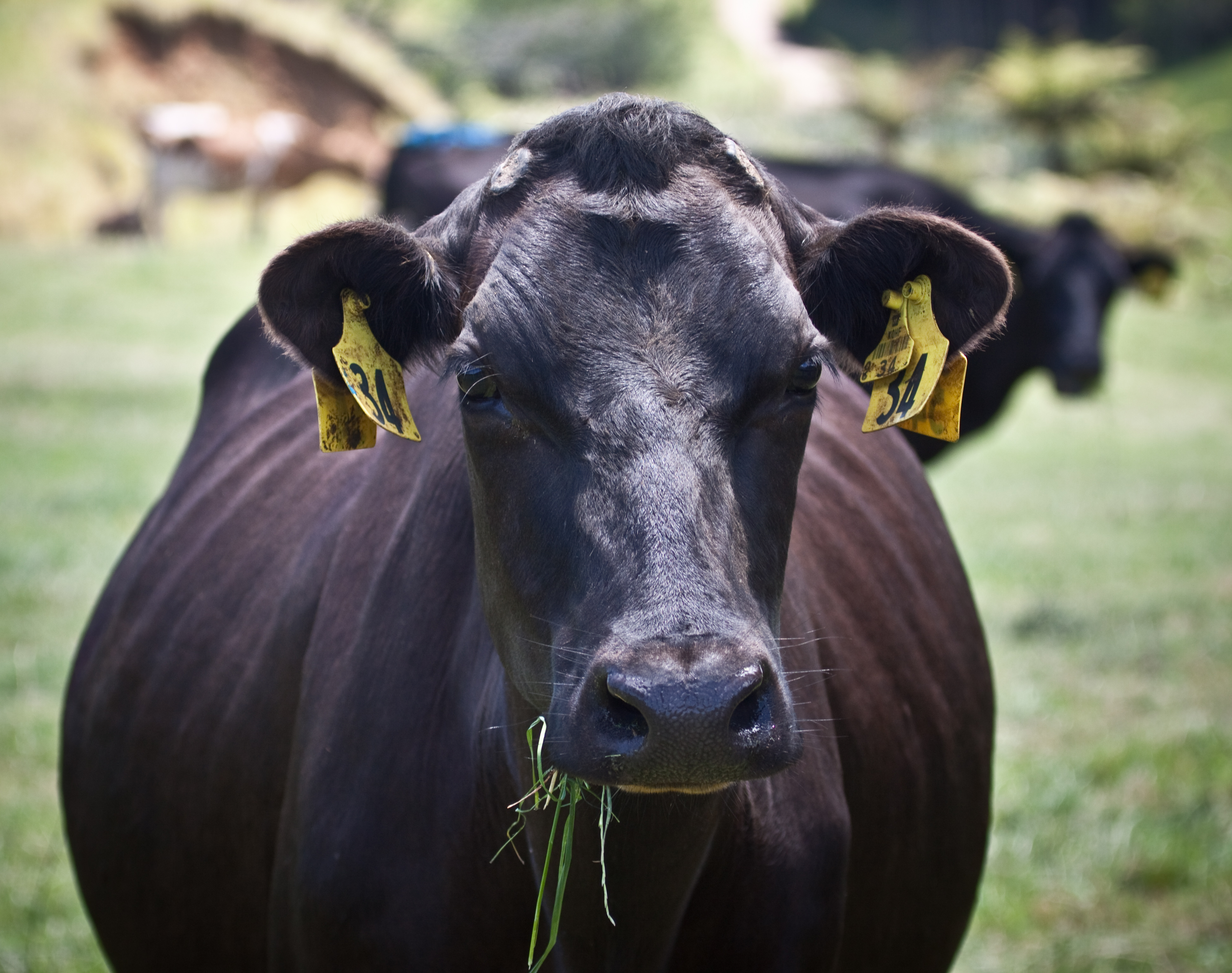
Una mucca da latte senza corna in Nuova Zelanda

La decornazione è il processo di rimozione delle corna del bestiame. Bovini, ovini e caprini vengono talvolta decornati per ragioni economiche e di sicurezza. Il disbudding è un processo diverso con risultati simili; cauterizza e quindi distrugge le gemme delle corna prima che siano diventate corna. Il disbudding viene comunemente eseguita all'inizio della vita di un animale, così come altre procedure come il taglio della coda o delle orecchie e la castrazione. In alcuni casi, può essere inutile.
Le corna vengono rimosse perché possono rappresentare un rischio per gli esseri umani, altri animali e per i portatori stessi delle corna (che a volte rimangono incastrate nelle recinzioni o impediscono l'alimentazione). La decornazione è raccomandata solo con anestesia locale e sedazione da parte di un veterinario o di un professionista qualificato, sebbene uno studio del 2011 abbia dimostrato che solo il 10% degli allevatori di bovini da latte seguiva le linee guida. La rimozione delle corna più grandi viene solitamente eseguita durante la primavera e l'autunno per evitare la stagione delle mosche. Nelle corna molto grandi, può essere raccomandata la "rimozione" (della punta del corno) per ridurre al minimo l'emorragia. La decornazione non viene eseguita di routine, poiché è un processo difficile e doloroso per l'animale. Invece, la maggior parte degli allevatori scuoia i propri animali quando sono giovani, quando il processo è rapido e facile. La decornazione è controversa a causa del dolore che provoca.

## Motivazione

### Pro decornazione
Le ragioni invocate a sostegno della decornazione degli animali includono le seguenti:
- Le corna possono causare lesioni ai conduttori o ad altri animali.
- Gli animali con le corna occupano più spazio, causando problemi nella mangiatoia e durante il trasporto.
- La decornazione previene perdite finanziarie derivanti dalle carcasse danneggiate causate da bovini da ingrasso cornuti durante il trasporto al macello.
- La decornazione offre un vantaggio sul prezzo offrendo bovini senza corna all'asta.
- La decornazione migliora la sicurezza in azienda per animali, produttori e dipendenti.
- Gli animali con le corna potrebbero aver bisogno di attrezzature specializzate, come mangiatoie particolari.
- In alcune razze e in alcuni individui, le corna possono crescere in direzione della testa, provocando eventualmente lesioni.
- Le corna potrebbero rompersi, causando perdita di sangue e potenziale rischio di infezioni.
- Gli animali con le corna possono rimanere intrappolati nelle recinzioni o nella vegetazione, provocandosi lesioni.
- Gli animali con le corna possono diventare più aggressivi di quelli senza corna, soprattutto in prossimità del foraggio.

### Contro la decornazione
Gli argomenti contro la decornazione includono i seguenti:
- La decornazione senza l'uso dell'anestesia è estremamente dolorosa per l'animale[12]. Uno studio del 2011 che ha intervistato 639 allevatori ha rilevato che il 52% di essi ha riferito che la decornazione ha causato dolore per più di sei ore, che solo il 10% ha utilizzato l'anestesia locale prima della cauterizzazione, il 5% ha fornito ai vitelli un'analgesia postoperatoria e che gli allevatori "hanno indicato una limitata volontà di pagare il costo dell'analgesia o di chiamare un veterinario per eseguire la procedura"[13].
- Gli animali da allevamento dotati di corna sono maggiormente in grado di difendere se stessi e i propri piccoli da predatori come lupi e cani.
- Le corna forniscono un punto sicuro per legare o tenere ferma la testa dell'animale.
- Le corna sono tradizionali in alcune razze e gli standard di razza potrebbero richiederne la presenza (ad esempio, nei bovini Longhorn del Texas, Highland e White Park).
- In alcune zone le corna hanno un significato culturale, spesso vengono decorate o addirittura modellate in forme particolari.
- Alcuni tipi di giogo utilizzati dai buoi da tiro richiedono la presenza di corna.
- Nei climi molto caldi, le corna sono utili per la termoregolazione e il raffreddamento grazie alla presenza di vasi sanguigni sulla punta del corno.

## Procedura
La decornazione può essere eseguita su animali più anziani e viene normalmente eseguita con anestesia locale (blocco del nervo cornuale) da un veterinario o da un professionista qualificato. La rimozione delle corna più grandi viene solitamente eseguita durante la primavera e l'autunno per evitare la stagione delle mosche. La sedazione può essere raccomandata, specialmente per gli animali più grandi che richiedono una maggiore moderazione. L'uso di farmaci antidolorifici a lungo termine, come i farmaci antinfiammatori non steroidei, è oggetto di ricerca negli Stati Uniti per garantire la sicurezza alimentare.
Per i bovini maturi che non sono stati decornati quando erano giovani, un'altra pratica comune è quella di tagliare solo l'estremità appuntita del corno. Questa pratica è chiamata "horn tipping"; è meno stressante per l'animale perché non c'è perdita di sangue e il corno viene tagliato dove non ci sono terminazioni nervose. Questa pratica non elimina i danni da contusione causati dalle corna quando le mucche combattono, ma elimina il rischio di ferite da puntura e perdita degli occhi a causa delle corna appuntite.
La decornazione riduce al minimo il disagio e il rischio e viene eseguita quando le corna sono piccole "gemme" con uno dei seguenti metodi:
- La cauterizzazione è il processo di uccisione dell'anello di crescita del corno mediante calore. Questo processo viene eseguito quando i bovini sono molto giovani, non più vecchi di tre o quattro settimane, ossia quando le corna non sono molto grandi. Prima si esegue la cauterizzazione nella vita del vitello, meno dolore e stress gli vengono inflitti. La cauterizzazione viene solitamente eseguita con un ferro caldo per la decornazione dopo aver anestetizzato la zona con anestesia locale.
- Un coltello curvo può essere utilizzato per tagliare il corno quando il vitello non ha ancora raggiunto i due mesi di vita. È una procedura semplice in cui il corno e l'anello di crescita vengono tagliati.
- Per i vitelli di età inferiore agli otto mesi, ma successivamente all'inizio della crescita delle corna, viene utilizzato un "decornatore a tazza" o una sega di Gigli (un tipo di filo da taglio chirurgico). Esistono diversi tipi di decornatori a tazza, ma tutti svolgono la stessa funzione di rimozione del corno e dell'anello di crescita. Poiché il corno è più duro, ci vuole più forza per rimuoverlo, quindi sono necessari strumenti che forniscano una certa leva. Il filo da sega di Gigli viene utilizzato sulle corna dei vitelli più anziani che sono cresciute troppo per i decornatori a tazza.
- Lo sviluppo più recente nella tecnologia di decornazione è l'uso di una pasta caustica per decornazione. La pasta viene utilizzata sui vitelli di età inferiore ai due giorni. I peli attorno al corno vengono tagliati e poi la pasta viene distribuita su tutto il germoglio del corno e attorno alla sua base sulle cellule di crescita. La pasta uccide l'anello di crescita del corno e poi quest'ultimo cade come una crosta quando è guarita. Tuttavia, questo metodo comporta il rischio che la pasta causi lesioni agli occhi dell'animale o ad altri tessuti se utilizzata durante i periodi di pioggia.

Allo stesso tempo, la ricerca mostra che i vitelli che sono stati sottoposti al disbudding rimangono meno attivi e succhiano latte dalle madri più spesso per almeno tre settimane dopo la procedura. Ciò è probabilmente dovuto ai loro tentativi di evitare di intaccare le ferite parzialmente guarite e di alleviare il disagio. Ciò suggerisce che potrebbe essere necessario somministrare farmaci antidolorifici per un periodo molto più lungo dopo la procedura, piuttosto che appena prima.

### Metodi di contenimento
L'animale viene solitamente trattenuto durante la procedura di decornazione, spesso con un tavolo di contenimento specifico per questa pratica, o sedato. Ciò significa che l'animale viene steso su una piattaforma di ferro o legno adibita a tenerlo fermo. Questo garantisce che la procedura di decornazione possa essere eseguita in modo sicuro e corretto. I vitelli giovani vengono fatti passare per la testa attraverso una porta facente parte di una struttura di trattenimento (simile a una gabbia di trattamento per bovini) o legati. I vitelli che hanno più di qualche mese di vita vengono tenuti in una porta per la testa che viene trattenuta con un tavolo di contenimento o una barra sotto il mento che limita i movimenti dell'animale. Gli animali più piccoli come pecore e capre possono essere trattenuti a mano o con l'uso di cavezze.

### Controllo del dolore
Nel 2007, un'indagine del National Animal Health Monitoring System (NAHMS) del Dipartimento dell'agricoltura degli Stati Uniti (USDA) ha suggerito che la maggior parte dei bovini negli Stati Uniti veniva decornata o sottoposta a disbudding senza l'uso di anestesia. L'indagine ha mostrato che più di nove aziende lattiero-casearie su dieci praticavano la decornazione, ma meno del 20% delle attività di allevamento di bovini da latte utilizzava analgesici o anestesia durante il processo. Mentre i gruppi per i diritti degli animali, come la Humane Society degli Stati Uniti, condannano la pratica della decornazione, porvi fine significherebbe un aumento delle lesioni correlate alle corna per i bovini e gli esseri umani. La genetica che porta ad esemplari polled, da tempo un punto fermo nell'allevamento di bovini da carne, sta diventando sempre più popolare tra gli allevatori di bovini da latte, con più vitelli senza corna che nascono da bovini da latte ogni anno. I test genetici possono ora determinare se i bovini portano geni per la crescita delle corna.

## Dibattito pubblico
Nel 2018 si è tenuto un referendum in Svizzera per fornire sussidi aggiuntivi agli agricoltori che non decornavano il loro bestiame (il 75-90% del bestiame in Svizzera aveva le corna rimosse). Il referendum è stato il risultato della raccolta di oltre 100.000 firme da parte dell'agricoltore Armin Capaul per un voto sulla questione. Tuttavia, la proposta è stata osteggiata dal governo e respinta dagli elettori.

## Genepolled
Molte razze di bovini e ovini sono senza corna per natura. Il gene polled ("senza corna") può essere presente naturalmente in razze specifiche o facilmente manipolato durante l'allevamento per ottenere una progenie priva di corna, pertanto non è necessario decornarla. Sebbene il polling sia comune tra bovini e ovini, alcune varietà di specie di bestiame non possono essere facilmente allevate in modo tale da essere prive di corna geneticamente. In un caso, il gene polled nelle capre è stato collegato all'ermafroditismo in un singolo studio diversi decenni fa, sebbene siano state allevate capre polled fertili.

## Galleria d'immagini

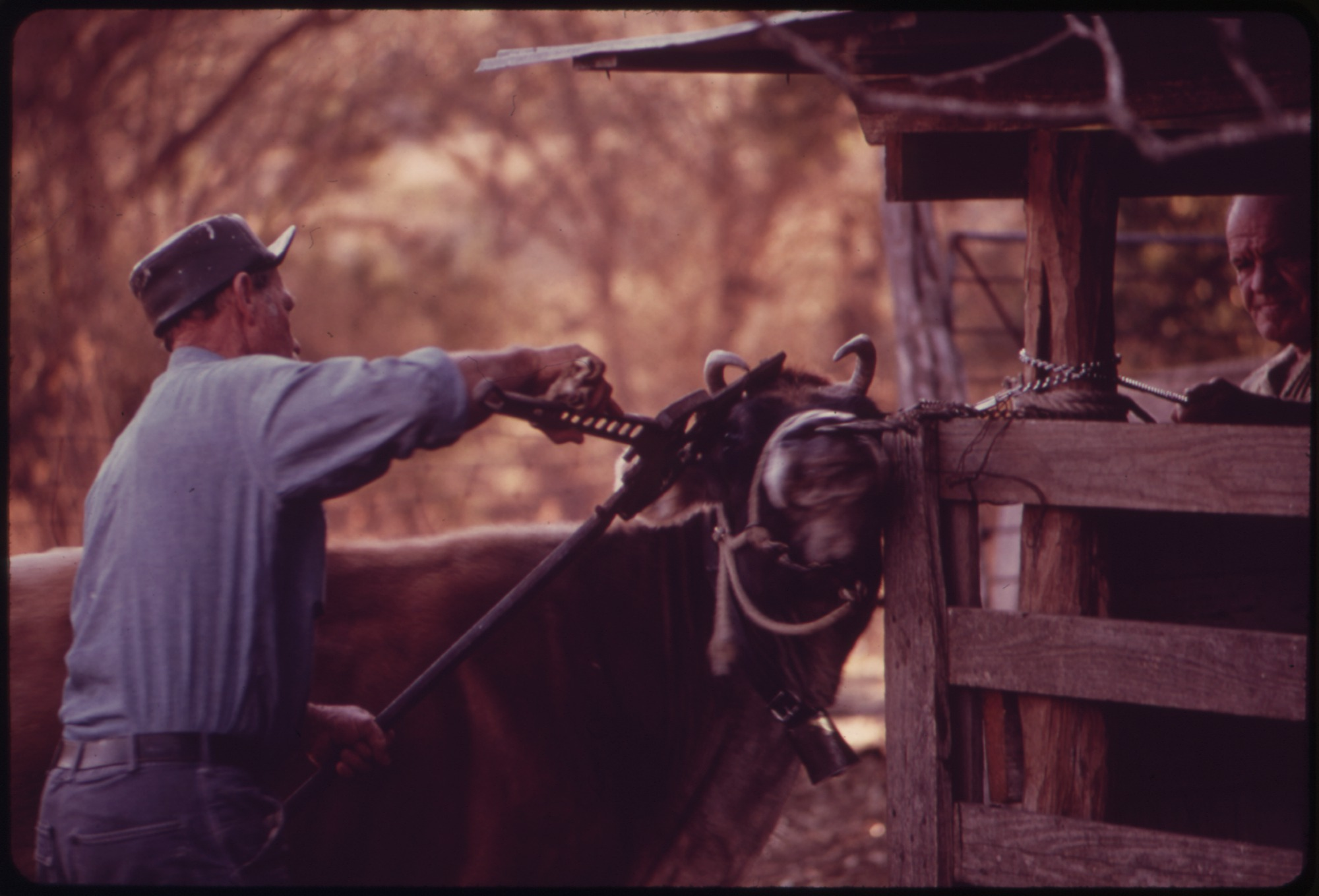
Mucca in fase di decornazione
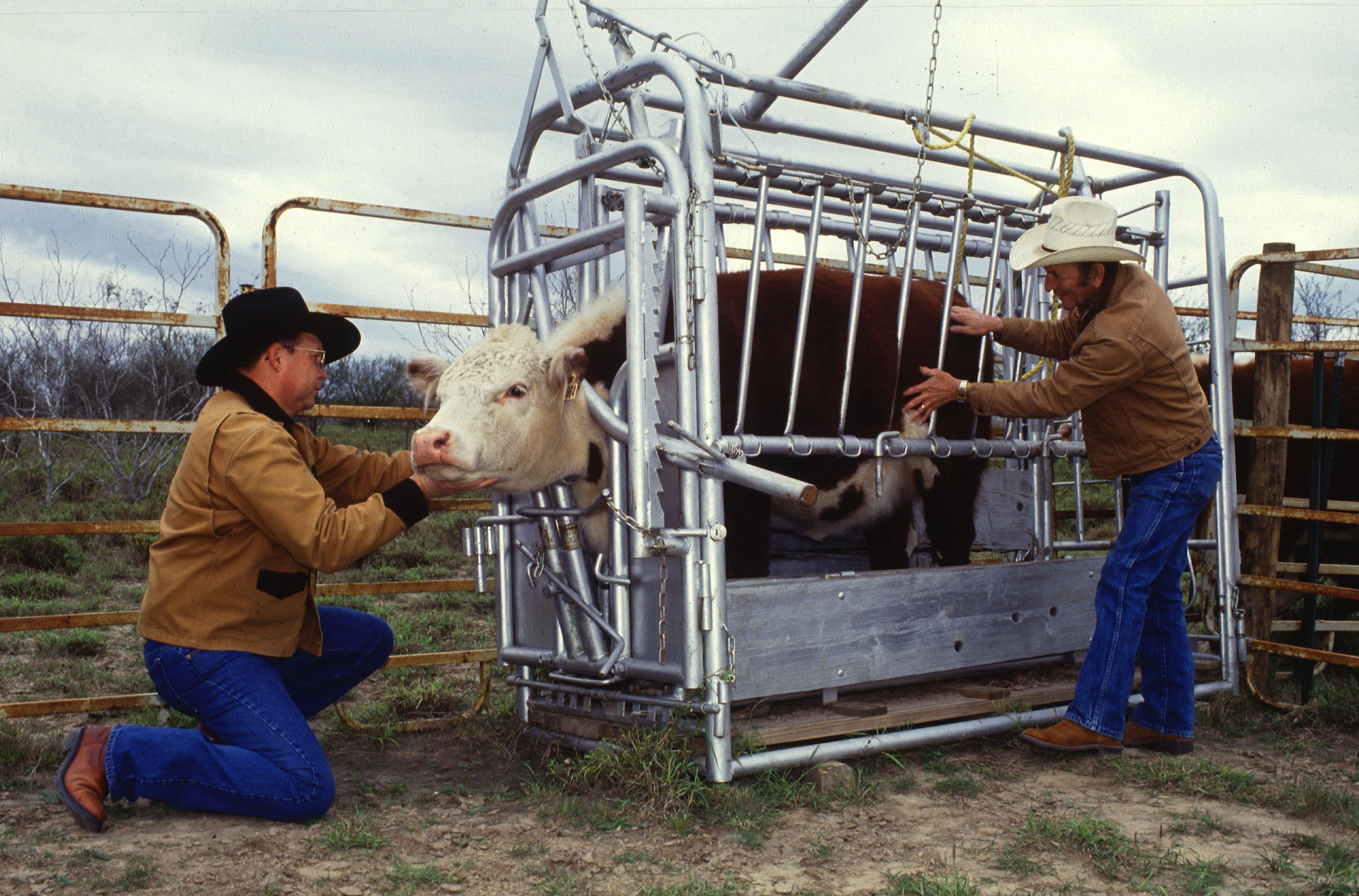
Una gabbia di trattamento portatile utilizzabile durante la decornazione
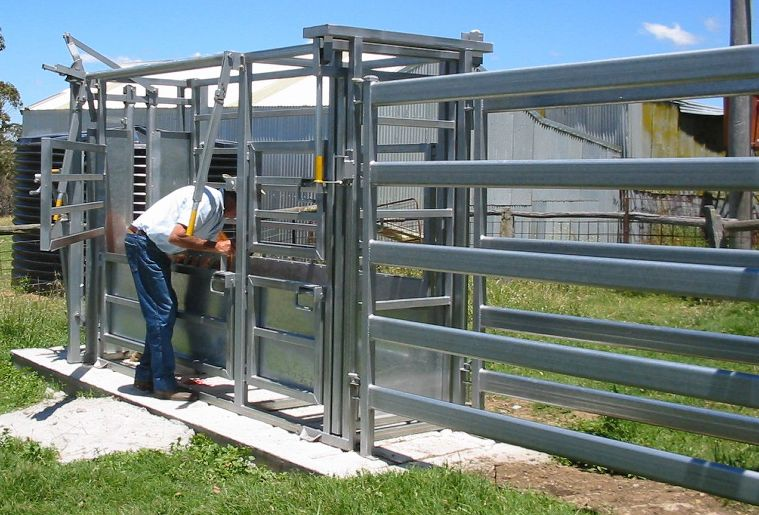
Una gabbia di trattamento fissa utilizzabile durante la decornazione
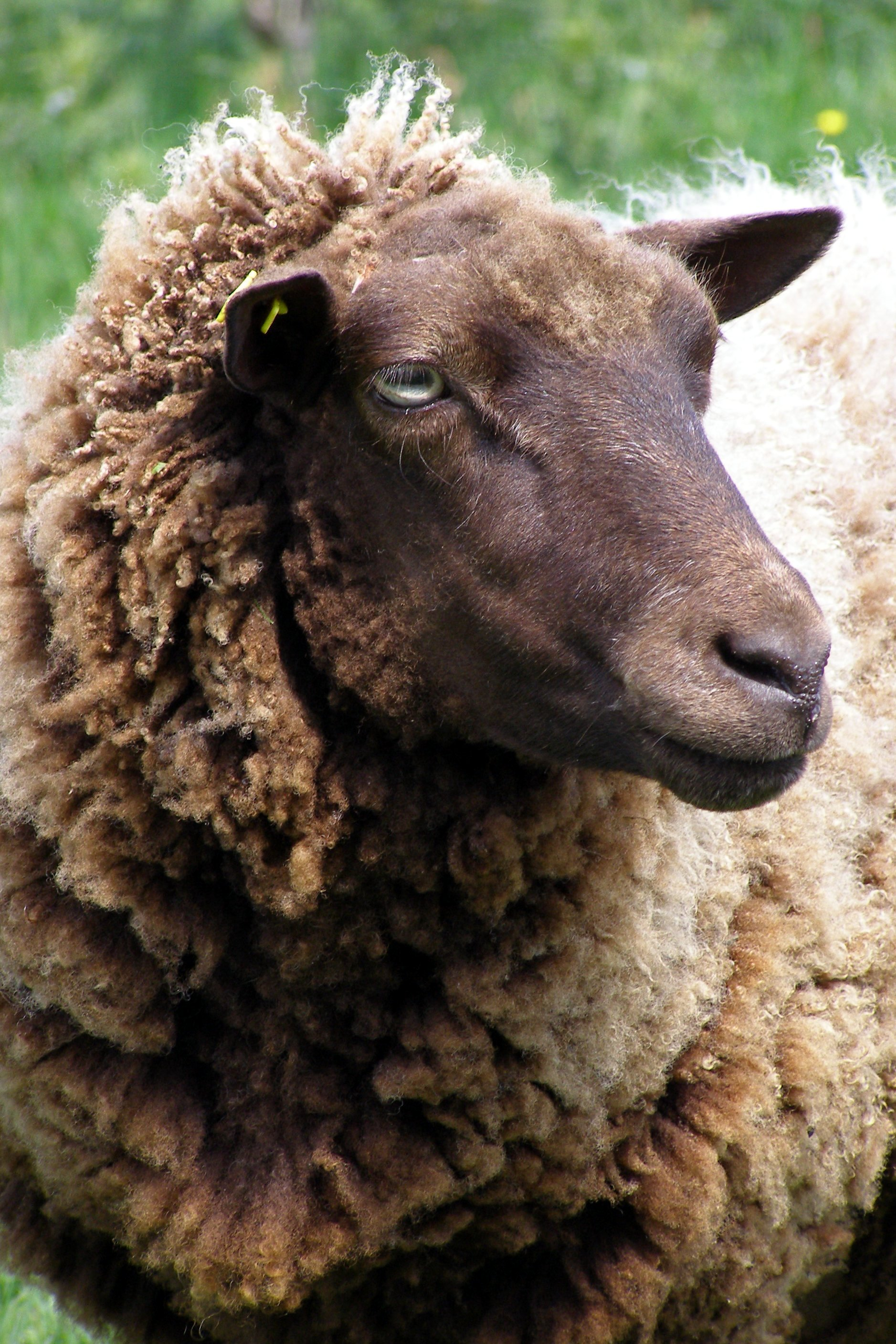
La pecora Shetland è senza corna per natura
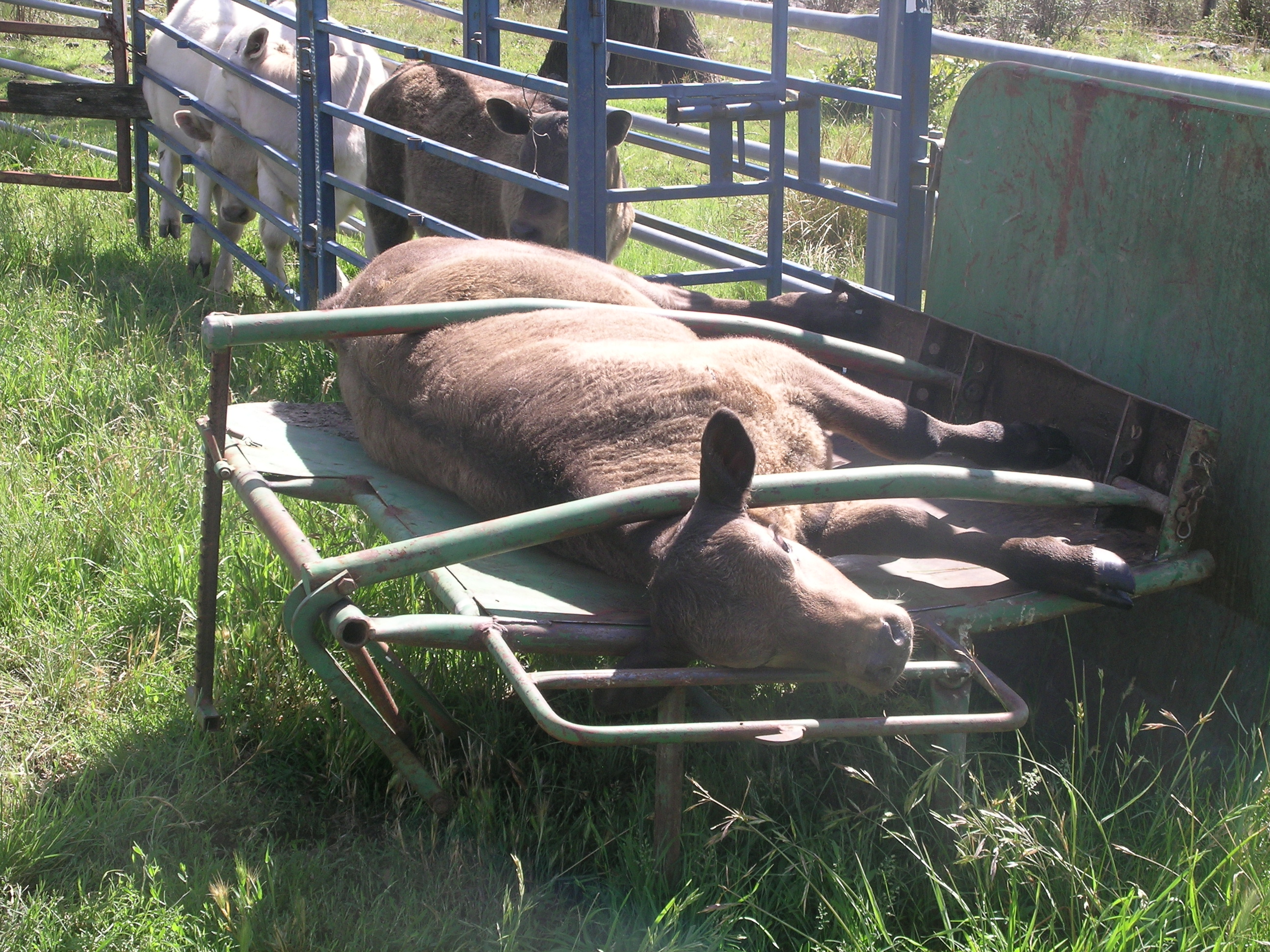
Tavolo utilizzabile per tenere fermo l'animale durante la decornazione